# Ayama Zira
Ayama Zira is een liedje van de Belgische band Wawadadakwa uit 2000.
De gelijknamige single bevatte voorts nog twee remix-en (resp. d'Stéphanie en Professor Barabass & The Teleport Soundsystem) en een alternatieve edit (Smeulders & Smeulders).

## Meewerkende artiesten
- Producer:
- Stephanie D'Olieslagher
- Muzikanten:
- Het Knappe Koor
- Ivan Smeulders (accordeon)
- Mike Smeulders (accordeon)
- Melissa Anckaert (zang)